# Martha Appiah
Pour les articles homonymes, voir Appiah.
Martha Appiah, née le 19 décembre 1965, est une athlète ghanéenne.

## Carrière
Martha Appiah est médaillée d'argent du relais 4 x 400 mètres aux Championnats d'Afrique d'athlétisme 1984 à Rabat. Elle est éliminée en séries du relais 4 × 400 mètres féminin aux Jeux olympiques d'été de 1984 à Los Angeles.
Aux Championnats d'Afrique d'athlétisme 1985 au Caire, elle est médaillée d'or du  relais 4 x 100 mètres et médaillée de bronze du 200 mètres. Aux Jeux africains de 1987, elle est médaillée d'argent du 4 x 100 mètres. Elle est éliminée en séries du relais 4 × 100 mètres féminin aux championnats du monde d'athlétisme 1987 à Rome et du relais 4 × 100 mètres féminin aux Jeux olympiques d'été de 1988 à Séoul. 
Elle remporte aux Championnats d'Afrique d'athlétisme 1988 à Annaba la médaille d'or du relais 4 x 100 mètres et la médaille d'argent du 200 mètres.